# Taejo di Goryeo
Taejo di Goryeo (noto anche come Taejo Wang Geon o Wang Kŏn, 왕건; Kaesŏng, 31 gennaio 877 – 4 luglio 943) è stato il fondatore e il primo re di Goryeo, sul quale regnò dal 918 al 943. Compì l'unificazione dei Tre regni posteriori di Corea nel 936.

## Biografia

### Origini
Wang Geon nacque nell'877 da una potente famiglia mercantile marittima con base a Songak (attuale Kaesŏng) come primogenito di Wang Ryung (왕륭?, 王隆?). La sua ascendenza è tracciata da un nobile clan Goguryeo, e i suoi antenati erano rifugiati Goguryeo che si insediarono intorno a Songak, accumulando grandi ricchezze attraverso il commercio marittimo e prendendo il controllo della regione, incluso il fiume Ryesong. Durante il tardo periodo Silla, le regioni del nord, inclusa Songak, divennero roccaforti dei rifugiati Goguryeo, e la patria di Wang Geon a Songak sarebbe divenuta la capitale originale del tardo Goguryeo nel 901.

### Ascesa al potere
Taejo iniziò la sua carriera durante il turbolento periodo dei tre regni posteriori di Corea (hanja: 後三國時代). Nei tardi anni del regno di Silla, molti capiclan e banditi si ribellarono contro il governo della Regina Jinseong, che non ebbe forza politica o di comando per migliorare le condizioni del popolo. Tra i ribelli, vi si trovavano Gung Ye (궁예; 弓裔), della regione nordovest, e Gyeon Hwon (견훤; 甄萱) della regione sudest, che ottennero entrambi una posizione di potere, sconfiggendo e assorbendo la maggior parte degli altri gruppi ribelli mentre le loro truppe marciavano contro ufficiali e banditi locali dei Silla. Nell'895, Gung Ye portò le sue forze fino ai confini nordovest di Silla, dove si trovava Songdo. Il padre di Taejo, Wang Ryung (in seguito Sejo di Goryeo), si arrese subito a Gung Ye, insieme a molti altri capiclan locali, e fu costretto a rendergli i suoi servigi. Wang Geon seguì il padre nel suo servizio sotto Gung Ye, futuro sovrano dei Taebong, e iniziò personalmente il suo servizio sotto il comando di Gung Ye in persona.
Ben presto, Gung Ye riconobbe l'abilità e la competenza di Wang Geon come comandante militare, e lo promosse prima come generale, e poi persino come fratello. Nel 900, egli guidò una campagna vittoriosa contro i clan locali e l'esercito del tardo Baekje nell'area Chungju, il che gli concesse ancora più fama e gloria, e una maggiore riconoscenza da parte del re. Nel 903, egli guidò una famosa campagna navale contro le coste sudovest di Hubaekje (Keumsung, in seguito Naju), mentre Gyeon Hwon era in guerra contro il regno di Silla. Egli guidò molte altre campagne militari, oltre che a conquistare i popoli che vivevano in povertà sotto il governo dei Silla. A causa della sua nobiltà d'animo e della pietà mostrata nei confronti dei popoli conquistati, non fu difficile per Wang Geon farsi sostenere dai popoli che incontrava, e non di rado fu ammirato persino dai suoi nemici.
Nel 913, Wang Geon fu nominato primo ministro del nuovo regno di Taebong, sempre sotto il servizio di Gung Ye, ora sovrano del regno. Sfortunatamente, Gung Ye si rivelò essere un sovrano terribile: una volta salito al potere, divenne subito un despota religioso, auto-nominandosi Buddha e perseguitando coloro che si opponevano anche solo a parole alle sue pretese religiose. Egli giustiziò molti monaci, e persino sua moglie e due suoi figli in un accesso di rabbia, e questo, insieme ai suoi rituali troppo costosi e al suo governo opprimente, gli costarono il sostegno della maggioranza del popolo.

### Ascesa al trono e fondazione di Goryeo
Nel 918, quattro generali di alto rango di Taebong, Hong Yu (홍유; 洪儒), Bae Hyeongyeong (배현경; 裵玄慶), Shin Sung-gyeom (신숭겸; 申崇謙) e Bok Jigyeom (복지겸; 卜智謙), si incontrarono in segreto, accordandosi per rovesciare Gung Ye e incoronare Wang Geon, loro sostenuto, come re. Inizialmente, Wang Geon si oppose alla loro idea, ma poi accettò. Così, in quello stesso anno, Gung Ye fu detronizzato e assassinato vicino alla capitale di Cheorwon. I quattro generali installarono Wang Geon come nuovo re dello stato di Taebong, che Wang Geon in persona rinominò Goryeo, dando così il via alla dinastia Goryeo. L'anno successivo, spostò la capitale proprio nella sua terra natale, Gaegyeong.
Wang Geon promosse il Buddhismo come religione nazionale del regno, e prese dominio delle parti settentrionali della penisola coreana e della Manciuria, che egli considerava sua eredità di diritto come successore di Goguryeo. Secondo il Goryeosa, nel 918, l'antica capitale di Pyongyang era rimasta in rovine per molto tempo, e dei barbari stranieri ne usavano le terre circostanti come terre di caccia e occasionalmente come basi per le incursioni dell'ora neonato regno di Goryeo; pertanto, nel suo primo anno come re, Wang Geon ordinò ai suoi soggetti di ripopolare l'antica capitale, e presto mandò il cugino Wang Sik-ryeom per difenderla. In seguito, egli nominò Pyongyang come la Capitale Occidentale. Inoltre, egli mirò ad allearsi in maniera collaborativa con i clan locali piuttosto che provare a conquistarli e portarli sotto suo diretto controllo.

### La guerra dei Tardi Tre Regni
Nel 927, Gyeon Hwon di Hubaekje guidò le sue forze nella capitale del regno di Silla Gyeongju, catturando e giustiziando il suo re, Gyeongae. Stabilì poi re Gyeongsun come suo monarca fantoccio prima di rivolgere le sue attenzioni al regno di Goryeo. Saputo dell'attacco, Taejo programmò un attacco con 5000 cavalieri per attaccare le truppe di Gyeon sulla via di ritorno a Gongsan vicino a Taegu. La battaglia che seguì contro le forze Hubaekje finì una sconfitta disastrosa, nella quale perì la maggior parte del suo esercito, e i generali Kim Nak e Shin Sung-gyeom persero la vita (l'ultimo dei due era lo stesso che aveva incoronato Wang come re). Tuttavia, Goryeo si riprese subito dalla sconfitta, e si difese in seguito dall'attacco di Hubaekje sul suo fronte.
Nel 935, l'ultimo re di Silla, Gyeongsun, ritenne impossibile riportare in vita il proprio regno, e cedette le sue terre a Taejo, che accettò volentieri la sua resa e gli diede il titolo di principe, oltre che ad accettare sua figlia come una delle sue mogli (Wang ebbe sette regine, e molte altre mogli, in quanto sposò le figlie di ogni singolo capo locale per via della sua politica diplomatica intestina nei loro confronti). Questo disgustò molto Gyeon Hwon, ma il padre di questi, che era padrone della regione di Sangju, lo abbandonò anche lui e si arrese a Goryeo; come conseguenza, fu ricevuto come il padre di un re.
Nello stesso anno, Gyeon Singeom (hanja: 甄神劍), primogenito di Gyeon Hwon, guidò un colpo di stato con i suoi fratelli Yanggeom e Yonggeom contro il loro padre, che favoriva il loro fratellastro Geumgang come successore al trono. Gyeon Hwon venne esiliato e imprigionato a Geumsansa, ma in seguito evase e fuggì a Goryeo, dove fu trattato come il padre di Taejo, che morì appena prima della sua resa.

### Vittoria dei Goryeo e unificazione
Nel 936, Wang guidò la sua ultima campagna contro Singeom, re del tardo Baekje. Singeom combatté inizialmente contro Taejo, ma fu poi costretto ad arrendersi a lui in quanto fu incapace di reggere allo stesso tempo un'invasione esterna e una serie di conflitti intestini. Infine, Wang occupò formalmente Hubaekje, e unificò la nazione per la seconda volta fin dai tempi dell'unificazione dei Silla; governò fino al 943, quando morì a seguito di una malattia.
Taejo aveva tentato di portare persino i suoi nemici nella sua coalizione: diede titoli e terre ai vari sovrani e nobili dai vari paesi che aveva sconfitto: tardo Baekje, Silla, e persino Balhae, che si disintegrò teoricamente nello stesso periodo. Ebbe dunque come visione una ricerca di stabilità e unità per il suo regno che mancava negli ultimi anni del regno di Silla.
Dopo la distruzione di Balhae ad opera dei Kitai nel 926, l'ultimo suo principe ereditario Dae Gwang-hyeon, insieme a gran parte della sua classe regnante, cercò rifugio a Goryeo, dove ebbero un caldo benvenuto e vennero inclusi nella famiglia sovrana di Wang Geon, unendo così le due nazioni eredi di Goguryeo. Taejo ebbe un forte legame familiare con Balhae, chiamandolo come il suo "Paese parente" e "Paese sposato", e diede la sua protezione a molti rifugiati di Balhae, molti dei quali erano di origine Goguryeo. Ciò era in forte contrasto per il tardo regno Silla, che aveva dovuto reggere una relazione ostile con Balhae.
Taejo dimostrò anche una forte animosità verso i Kitai, che avevano distrutto il regno Balhae. La dinastia Liao mandò 30 convogli con 50 cammelli come regalo nel 942, ma Wang Geon esiliò i convogli e mise i cammelli a morire di fame sotto un ponte, come segno di vendetta per il regno di Balhae, malgrado le grandi ripercussioni diplomatiche che ne seguirono. Taejo propose a Gaozu, sovrano della tarda dinastia Jin di attaccare i Khitai in segno di vendetta per la distruzione di Balhae, stando al Zizhi Tongjian. Inoltre, nei suoi Dieci Mandati ai suoi discendenti, egli dichiarò che i Kitai non erano diversi dalle bestie, e che i suoi discendenti avrebbero dovuto guardarsi da loro.

## Eredità

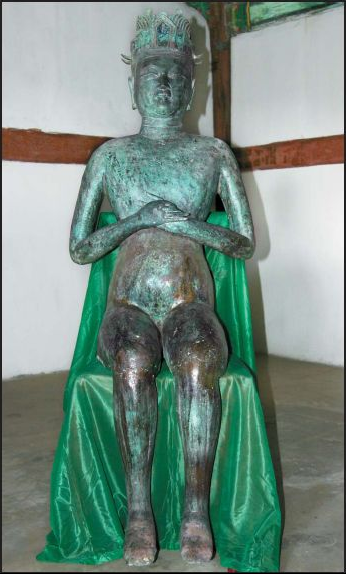
Statua in bronzo a grandezza naturale di Taejo, costruita nel 951 e scoperta nel 1992 a Kaesong

L'unificazione dei Tre Regni posteriori nel 936 fu un evento molto importante, se non cruciale, nella storia della Corea: l'unificazione del 668 portata a termine dal clan Silla fu soltanto un'unificazione che coinvolse all'incirca metà dei popoli della penisola coreana e nelle sue vicinanze (che allora si consideravano un popolo diviso in tanti stati), dato che la parte settentrionale fu dominata da Balhae, che si asserì come reincarnazione dei Goguryeo. Invece, l'unificazione di Wang Geon nel 936 fu un'unificazione molto più completa (dato che, se nel VII secolo erano emersi due stati, che erano appunto il Silla posteriore e il Balhae, in questo caso, invece, ne emerse soltanto uno); i popoli della penisola coreana, contando anche le varie dinastie, e persino dopo l'occupazione giapponese dopo la Restaurazione Meiji, rimasero pertanto uniti come uno stato singolo e unito fino al 1948, quando la Corea fu divisa tra nord e sud durante la Guerra Fredda, influenzate rispettivamente dalle forze di occupazione russe e americane.
Come si nota negli studi moderni, l'attuale termine "Korea" (Corea) deriva dal termine "Goryeo", che a sua volta derivava da "Goguryeo," di cui presero eredità (e territorio, per estensione) Wang Geon di Goryeo e il suo nuovo regno. Come primo sovrano che realmente unificò del tutto i popoli della penisola coreana in un unico stato, il popolo coreano moderno si affidano al suo esempio di applicabilità all'attuale stato di divisione della Corea stessa.

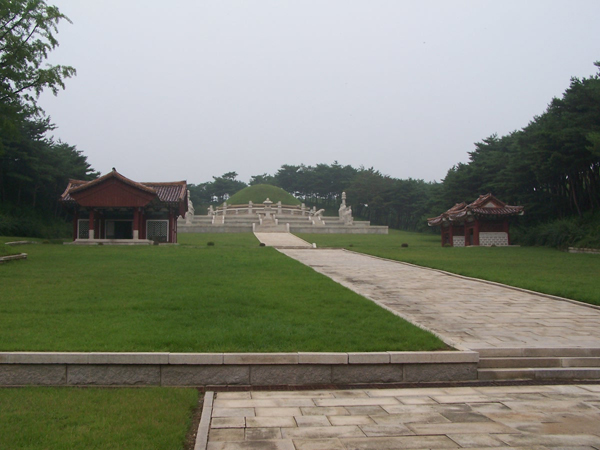
Tomba di Wang Geon

Durante la dinastia Goryeo anteriore, il titolo di principe della corona (hanja: 太子) era soltanto un titolo di spunta per i figli del re; esisteva invero un titolo separato per l'erede apparente (hanja: 正尹).

## Famiglia

### Ascendenza
|                                                  |  |                                      | Genitori |  |  | Nonni                                   |  |  | Bisnonni                         |  |
|                                                  |  |                                      |          |  |  | Re Uijo di Goryeo (822 – ?) (고려 의조) |  |  | Re Wondeok di Goryeo (810 – 859) |  |
|                                                  |  |                                      |          |  |  | Re Uijo di Goryeo (822 – ?) (고려 의조) |  |  | Re Wondeok di Goryeo (810 – 859) |  |
|                                                  |  | Regina Jeonghwa (803 – ?) (정화왕후) |          |  |  | Re Uijo di Goryeo (822 – ?) (고려 의조) |  |  |                                  |  |
| Re Sejo di Goryeo (850 – maggio 897) (고려 세조) |  |                                      |          |  |  | Re Uijo di Goryeo (822 – ?) (고려 의조) |  |  |                                  |  |
|                                                  |  |                                      |          |  |  |                                         |  |  |                                  |  |
|                                                  |  |                                      |          |  |  |                                         |  |  |                                  |  |
|                                                  |  |                                      |          |  |  |                                         |  |  |                                  |  |
| Taejo di Goryeo                                  |  |                                      |          |  |  |                                         |  |  |                                  |  |
|                                                  |  |                                      |          |  |  |                                         |  |  |                                  |  |
|                                                  |  |                                      |          |  |  |                                         |  |  |                                  |  |
|                                                  |  |                                      |          |  |  |                                         |  |  |                                  |  |
| Regina Wisuk (850 – ?) (위숙왕후)                |  |                                      |          |  |  |                                         |  |  |                                  |  |
|                                                  |  |                                      |          |  |  |                                         |  |  |                                  |  |
|                                                  |  |                                      |          |  |  |                                         |  |  |                                  |  |
|                                                  |  |                                      |          |  |  |                                         |  |  |                                  |  |
|                                                  |  |                                      |          |  |  |                                         |  |  |                                  |  |

### Consorti e rispettiva progenie
1. Regina Shinhye del clan Jeongju Ryu (신혜왕후 류씨), figlia di Ryu Cheon-gung (류천궁)
2. Regina Janghwa del clan Naju Oh (장화왕후 오씨), figlia di Oh Da-ryeon (오다련)
  1. Re Hyejong di Goryeo (912 – 23 ottobre 945) (고려 혜종)
3. Regina Shinmyeongsunseong del clan Chungju Yoo (900 – 951) (신명순성왕후 유씨), figlia di Yu Geung-dal (유긍달)
  1. Prince Wang Tae (왕태)
  2. Re Jeongjong di Goryeo (923 – 13 aprile 949) (고려 정종)
  3. Re Gwangjong di Goryeo (925 – 4 luglio 975) (고려 광종)
  4. Wang Jeong, principe Munwon (왕정 문원대왕)
  5. Principe Jeungtong (증통국사)
  6. Principessa Nakrang (낙랑공주)
  7. Principessa Heungbang (흥방궁주)
4. Regina Shinjeong del clan Hwangju Hwangbo (900 – 19 agosto 983) (신정왕후 황보씨), figlia di Hwangbo Je-gong (황보제공)
  1. Re Daejong di Goryeo (Wang Uk) (? – novembre 969) (고려 대종)
  2. Regina Daemok del clan Hwangju Hwangbo (대목왕후 황보씨)
5. Regina Shinseong del clan Gyeongju Kim (신성왕후 김씨), figlia di Kim Eok-ryeom (김억렴)
  1. Re Anjong di Goryeo (Wang Uk) (? – 7 luglio 996) (고려 안종)
6. Regina Jeongdeok del clan Jeongju Ryu (정덕왕후 류씨), figlia di Ryu Deok-young (류덕영)
  1. Principe Wangwi (왕위군)
  2. Principe Inae (인애군)
  3. Principe della corona Wonjang (원장태자)
  4. Principe Joyi (조이군)
  5. Regina Munhye del clan Jeongju Ryu (문혜왕후 유씨)
  6. Regina Seonui del clan Jeongju Ryu (선의왕후 유씨)
  7. Figlia senza nome
7. Gran signora Heonmok del clan Pyeong (헌목대부인 평씨), figlia di Pyeong Joon (평준)
  1. Principe della corona Sumyeong (수명태자)
8. Signora Jeongmok del clan Wang (정목부인 왕씨), figlia di Wang Gyeong (왕경)
  1. Regina vedova Sunan (순안왕대비)
9. Signora Dongyangwon del clan Pyeongsan Yu (동양원부인 유씨), figlia di Yu Geum-pil (유금필)
  1. Wang Ui, Principe della corona Hyomok (왕의 효목태자)
  2. Wang Won, Principe della corona Hyoeun (왕원 효은태자)
10. Signora Sukmok del clan Myeong (숙목부인 명씨), figlia di Myeong Pil (명필)
  1. Principe della corona Wonnyeong (? - 976) (원녕태자)
11. Signora Cheonanbuwon del clan Im (천안부원부인 임씨), figlia di Im Eon (임언)
  1. Principe della corona Hyoseong (? – 976) (효성태자)
  2. Principe della corona Hyoji (효지태자)
12. Signora Heungbokwon del clan Hongju Hong (흥복원부인 홍씨), figlia di Hong Gyu (홍규)
  1. Principe Wang Jik (왕직)
  2. Figlia senza nome
13. Signora Daeryangwon del clan Hapcheon Lee (대량원부인 이씨), figlia di Lee Jeong-eon (이정언)
14. Signora Hudaeryangwon del clan Lee (후대량원부인 이씨), figlia di Lee Won (이원)
15. Signora Daemyeongjuwon del clan Wang (대명주원부인 왕씨), figlia di Wang Ye (왕예)
16. Signora Gwangjuwon del clan Yanggeun Ham (광주원부인 함씨), figlia di Ham Gyu / Wang Gyu (함규 / 왕규)
17. Signora Sogwangjuwon del clan Yanggeun Ham (소광주원부인 함씨), figlia di Ham Gyu / Wang Gyu (함규 / 왕규)
  1. Principe Gwangju (? – 945) (광주원군)
18. Signora Dongsanwon del clan Suncheon Park (동산원부인 박씨), figlia di Park Young-gyu (박영규)
19. Signora Yehwa del clan Haeju Wang (예화부인 왕씨), figlia di Wang Yu (왕유)
20. Signora Daeseowon del clan Dongju Kim (대서원부인 김씨), figlia di Kim Haeng-pa (김행파)
21. Signora Soseowon del clan Dongju Kim (소서원부인 김씨), figlia di Kim Haeng-pa (김행파)
22. Signora Seojeonwon (서전원부인)
23. Signora Shinjuwon del clan Kang (신주원부인 강씨), figlia di Kang Gi-ju (강기주)
24. Signora Wolhwawon (월화원부인), figlia di Yang Yeong-jang (양영장)
25. Signora Sohwangjuwon (소황주원부인)
26. Signora Seongmu del clan Pyeongsan Park (성무부인 박씨), figlia di Park Ji-yoon (박지윤)
  1. Principe della corona Hyoje (효제태자)
  2. Principe della corona Hyomyeong (효명태자)
  3. Principe Beopdeung (법등군)
  4. Principe Jali (자리군)
  5. Figlia senza nome
27. Signora Uiseongbuwon del clan Uiseong Hong clan (의성부원부인 홍씨), figlia di Hong Yu (홍유)
  1. Gran principe Uiseongbuwon (의성부원대군)
28. Signora Wolgyeongwon del clan Pyeongsan Park (월경원부인 박씨), figlia di Park Soo-moon (박수문)
29. Signora Mongryangwon del clan Pyeongsan Park (몽량원부인 박씨), figlia di Park Soo-kyung (박수경)
30. Signora Haeryangwon del clan Seon (해량원부인 선씨), figlia di Seon Pil (선필)